# Henry Cass
Pour les articles homonymes, voir Cass.
Henry Cass est un réalisateur, scénariste, producteur britannique né le 24 juin 1902 à Hampstead (Royaume-Uni) et mort le 15 mars 1989 à Hastings.

## Filmographie

### comme réalisateur
- 1937 : Lancashire Luck
- 1945 : 29 Acacia Avenue
- 1946 : The Glen Is Ours
- 1949 : La Montagne de verre (The Glass Mountain)
- 1950 : Jennifer (No Place for Jennifer)
- 1950 : Vacances sur ordonnance (Last Holiday)
- 1951 : Histoire de jeunes femmes (Young Wives' Tale)
- 1952 : Father's Doing Fine
- 1952 : Castle in the Air
- 1955 : Windfall
- 1955 : Reluctant Bride
- 1955 : No Smoking
- 1956 : Bond of Fear (en)
- 1956 : Breakaway
- 1956 : High Terrace (en)
- 1957 : Professor Tim
- 1957 : The Crooked Sky (en)
- 1957 : Booby Trap
- 1958 : Le Sang du vampire (Blood of the Vampire)
- 1960 : Man Who Couldn't Walk
- 1960 : Boyd's Shop
- 1960 : The Hand
- 1965 : Mr. Brown Comes Down the Hill
- 1965 : Give a Dog a Bone
- 1968 : Happy Deathday

### comme scénariste
- 1949 : La Montagne de verre (The Glass Mountain)
- 1965 : Mr. Brown Comes Down the Hill
- 1965 : Give a Dog a Bone
- 1968 : Happy Deathday

### comme producteur
- 1957 : The Crooked Sky
- 1965 : Mr. Brown Comes Down the Hill
- 1965 : Give a Dog a Bone